# Ted Merriman
Pour les articles homonymes, voir Merriman.
Ted Merriman est un homme politique provincial canadien de la Saskatchewan. Il représente la circonscription de Saskatoon Northwest à titre de député du Parti saskatchewanais de 2003 à 2007.
Paul Merriman est le père de Paul Merriman, ministre et député provincial de Saskatoon Silverspring-Sutherland depuis 2011.
Il reçoit la médaille Saskatchewan Volunteer Medal (en) pour ses nombreuses années de bénévolat et volontariat.